# Alex Garcia
Alex Garcia, de son nom complet Alex Ribeiro Garcia, né le 4 mars 1980 à São Paulo, au Brésil, est un joueur brésilien de basket-ball. Il évolue au poste de meneur.

## Palmarès
- Champion des Amériques 2005 et 2009
- Finaliste du championnat des Amériques 2001